# 콥스 파티
《콥스 파티》(일본어: コープスパーティー, 영어: Corpse Party)는 케도인 마코토가 제작하고 팀 그리스그리스가 개발한 서바이벌 호러 어드벤처 게임 시리즈이다. 시리즈의 첫 게임은 RPG 메이커 소프트웨어 버전 RPG 쯔꾸루 단테 98을 사용하여 개발되었으며 1996년 PC-9801용으로 출시되었다. 이후 2개의 리메이크작이 출시되었다: 2006년 12월 9일 마이크로소프트 윈도우용으로 출시된 콥스 파티 블러드 커버드(Corpse Party Blood Covered), 2010년 8월 12일 플레이스테이션 포터블용으로, 그리고 2012년 2월 9일 iOS용으로 출시된 콥스 파티 블러드 커버드: ...리피티드 피어. 이 게임은 북아메리카와 유럽에서 마블러스 USA에 의해 "콥스 파티"(Corpse Party)라는 이름으로 출시되었다.

## 게임 목록
- 《콥스 파티》 (1996)
- 《콥스 파티: 블러드 커버드》 (2008)
- 《콥스 파티: 북 오브 섀도즈》 (2011)
- 《콥스 파티: 사치코의 연애유희 히스테릭 버스데이 2U》 (2012)
- 《콥스 파티: 블러드 드라이브》 (2014)
- 《콥스 파티 2: 데드 페이션트》 (미정)

## 미디어 믹스

### 만화
- 콥스파티 BloodCovered
- 콥스파티; 소녀
- 콥스파티 Another Child
- 콥스파티 Book of Shadows
- 콥스파티 CEMETERY0 〜개벽의 알스 모리엔디〜
- 콥스파티 -THE ANTHOLOGY- 사치코의 연애유희♥Hysteric Birthday 2U

### OVA
- 콥스파티 Missing Footage(OAD)
- 콥스파티 -포학해진 영혼의 주문-(ODS)

### 영화
- 콥스 파티
- 콥스파티: 북 오브 섀도우

## 반응
| 게임                          | 게임랭킹스                   | 메타크리틱                            |
| ----------------------------- | ---------------------------- | ------------------------------------- |
| Corpse Party                  | (PSP) 73% (PC) 71% (3DS) 81% | (PSP) 71/100 (PC) 71/100 (3DS) 77/100 |
| Corpse Party: Book of Shadows | (PSP) 68%                    | (PSP) 67/100                          |
| Corpse Party: Blood Drive     | (VITA) 60% (Switch) 50%      | (VITA) 60/100 (Switch) 54/100         |
| Corpse Party 2: Dead Patient  | -                            | 67/100                                |

### 참조주
1. ↑  “Team GrisGris Official Website - Products”. 《Team GrisGris》 (일본어). 2015년 10월 24일에 확인함.
2. ↑  “Memories of Fear...CORPSE PARTY -REBUILT-”. 《memoriesoffear.com》. 2014년 7월 6일에 원본 문서에서 보존된 문서. 2021년 8월 26일에 확인함.
3. ↑  ja:祁答院慎
4. ↑  “Marvelous USA Licenses Corpse Party Horror PSP Game”. Anime News Network. 2011년 9월 2일. 2011년 9월 3일에 확인함.
5. ↑  “Corpse Party for PSP”. 《GameRankings》. CBS Interactive. 2015년 12월 8일에 원본 문서에서 보존된 문서. 2015년 11월 27일에 확인함.
6. ↑  “Corpse Party for PC”. 《GameRankings》. CBS Interactive. 2018년 10월 17일에 원본 문서에서 보존된 문서. 2018년 10월 17일에 확인함.
7. ↑  “Corpse Party for 3DS”. 《GameRankings》. CBS Interactive. 2018년 10월 17일에 원본 문서에서 보존된 문서. 2018년 10월 17일에 확인함.
8. ↑  “Corpse Party for PSP Reviews”. 《Metacritic》. CBS Interactive. 2015년 11월 27일에 확인함.
9. ↑  “Corpse Party for PC Reviews”. 《Metacritic》. CBS Interactive. 2018년 10월 17일에 확인함.
10. ↑  “Corpse Party for 3DS Reviews”. 《Metacritic》. CBS Interactive. 2017년 12월 16일에 확인함.
11. ↑  “Corpse Party: Book of Shadows for PSP”. 《GameRankings》. CBS Interactive. 2015년 12월 8일에 원본 문서에서 보존된 문서. 2015년 11월 27일에 확인함.
12. ↑  “Corpse Party: Book of Shadows for PSP Reviews”. 《Metacritic》. CBS Interactive. 2015년 11월 27일에 확인함.
13. ↑  “Corpse Party: Blood Drive for PlayStation Vita”. 《GameRankings》. CBS Interactive. 2018년 10월 17일에 원본 문서에서 보존된 문서. 2018년 10월 17일에 확인함.
14. ↑  “Corpse Party: Blood Drive for Switch”. 《GameRankings》. CBS Interactive. 2019년 11월 9일에 원본 문서에서 보존된 문서. 2019년 10월 27일에 확인함.
15. ↑  “Corpse Party: Blood Drive for PlayStation Vita Reviews”. 《Metacritic》. CBS Interactive. 2018년 10월 17일에 확인함.
16. ↑  “Corpse Party: Blood Drive for Switch Reviews”. 《Metacritic》. CBS Interactive. 2019년 12월 17일에 확인함.
17. ↑  “Corpse Party 2: Dead Patient for PC Reviews”. 《Metacritic》. CBS Interactive. 2019년 12월 17일에 확인함.